# Бирза (Караш-Северін)
Бирза (рум. Bârza) — село у повіті Караш-Северін в Румунії. Входить до складу комуни Топлец.
Село розташоване на відстані 296 км на захід від Бухареста, 66 км на південний схід від Решиці, 138 км на південний схід від Тімішоари, 125 км на північний захід від Крайови.

## Населення
За даними перепису населення 2002 року у селі проживали 545 осіб.
Національний склад населення села:
| Національність | Кількість осіб | Відсоток |
| -------------- | -------------- | -------- |
| румуни         | 491            | 90,1%    |
| цигани         | 40             | 7,3%     |
| німці          | 11             | 2,0%     |

Рідною мовою назвали:
| Мова      | Кількість осіб | Відсоток |
| --------- | -------------- | -------- |
| румунська | 534            | 98,0%    |
| німецька  | 9              | 1,7%     |